# Galab Donev
Galab Spasov Donev (Sofia, 28 de febrer de 1967) és un polític i analista financer búlgar, Primer Ministre de Bulgària des del 2 d'agost de 2022. Anteriorment va servir en dues ocasions com a Ministre de Treball i Política Social i Vice-primer Ministre.

## Biografia
Va néixer a Sofia, capital de la República Popular de Bulgària, el 28 de febrer de 1967. Es va graduar de 35a escola secundària d'idioma rus de Bulgària, i després va passar a estudiar a l'Escola Superior de la Força Aèria "Georgi Benkovski", a Dolna Mitropoliya, on va coincidir amb el més endavant president Rumen Radev. Més endavant també va estudiar Dret a la Universitat de Ruse, i es va especialitzar en Administració i Negocis en la Universitat d'Economia Nacional i Mundial, on també va obtenir un Màster en Finances.
Va començar una carrera en el sector públic com a director de la Direcció de Condicions de Treball i Gestió de Crisi del Ministeri de Treball i Política Social de Bulgària, entre 2001 i 2007, alhora que, entre 2005 i 2006, va ocupar el càrrec de Secretari General del Ministeri de Treball i Política Social. Més endavant, va servir com a Vice-ministre del Ministeri de Treball i Política Social entre 2014 i 2016, a l'equip de Zornitsa Rusinova.
Sota el Govern d'Ognian Gerdzhikov, entre gener i maig de 2017, va exercir com a Ministre de Treball i Polític Social, càrrec en el qual va repetir de maig a desembre de 2021, durant el Govern de Stefan Yanev; sota aquest últim, també va servir com a Vice-primer Ministre, encarregat de Política Econòmica i Social.
El 2 d'agost de 2022, va ser designat Primer Ministre de Bulgària (interí) pel president Rumen Radev, després que aquest dissolgués el Parlament i convoqués a eleccions generals a l'octubre.